# Westbrook, Maine
Westbrook är en stad i Cumberland County, Maine, USA, med 17 606 invånare (2012). Den har enligt United States Census Bureau en area på 44,2 km².